# 西本喜美子
西本喜美子（日语： Nishimoto Kimiko，1928年5月22日—2025年6月9日），日本攝影師、女子競輪賽選手。擔任競輪選手時期曾以舊姓白石喜美子名義活動。

## 經歷
西本於1928年出生於父母從事農業指導工作的巴西，為七名兄弟姊妹中的次女。1937年，隨家人回到日本，並定居於熊本縣。18歲時，在女校時期的朋友邀請下開始就讀美容學校，畢業後於父親在自家宅邸用地設立的美容院中工作。然而，因仰慕兩位擔任競輪選手的弟弟，最終辭去美容師工作，並成功考入競輪學校。1950年，22歲的她以女子競輪選手身份出道，與弟弟白石一男、白石鐵雄並稱「白石三姊弟」而廣為人知。
之後，她與擔任實家稅務業務的稅務署職員西本齋仁結婚。並於1955年4月30日因婚姻關係註銷選手登錄、正式引退，之後育有三名子女。他的丈夫於2012年因肺癌去世。
1997年，其子西本和民創立攝影技術教室「遊美塾」。幾年後，在塾生邀約下，72歲的她開始拍攝攝影作品，並於74歲時開始使用電腦，學習使用Photoshop、Illustrator等軟體進行照片後製。在接觸攝影的過程中，她為了讓塾生驚喜，創作了如《用垃圾袋包裹自己》及《吊掛在曬衣桿上》的照片。2011年，於熊本縣立美術館分館舉辦首場個展。但由於展出如《用垃圾袋包裹自己》的作品，引來部分觀眾投訴涉嫌「虐待老人」，因此場內貼出說明標示該為本人自拍。該事件成為契機，使她帶有自嘲幽默風格的自拍照受到關注。2016年出版首本攝影集，2018年開設Instagram帳號並持續進行創作活動，截止2025年，該帳號擁有共40.6萬位粉絲追蹤。
2025年6月9日，在病中療養期間，因膽管癌於熊本市內醫院辭世，享耆壽97歲。

## 著作
- 《西本喜美子攝影寫真手冊：我不是一個人》（2016年，飛鳥新社（日语：飛鳥新社））
- 《94歲，自拍奶奶：想怎樣就怎樣的一人生活》（2023年，寶島社）[17]

### CD封面設計
- 《FAMIEN'18 e.p.》（2018年，私立惠比壽中學）[18]

## 外部連結
- 西本喜美子的Instagram帳戶